# Egon Schein
Egon Schein   (Hamburg, 20 de gener de 1912 - Hamburg, 14 de febrer de 1977) va ser un atleta alemany, especialista en curses de velocitat, que va competir durant la dècada de 1930.
El 1936 va prendre part en els Jocs Olímpics de Berlín, on fou eliminat en sèries de la cursa dels 200 metres del programa d'atletisme.
En el seu palmarès destaca una medalla d'or en els 4x100 metres relleus del Campionat d'Europa d'atletisme de 1934 i cinc campionats nacionals.

## Millors marques
- 100 metres llisos. 10.4" (1933)
- 200 metres llisos. 21.4" (1933)[1][3]